# Mimulosia perineti
Mimulosia perineti là một loài bướm đêm thuộc phân họ Arctiinae, họ Erebidae.